# GR Весов
GR Весов (лат. GR Librae) — одиночная переменная звезда в созвездии Весов на расстоянии приблизительно 1428 световых лет (около 438 парсеков) от Солнца. Видимая звёздная величина звезды — от +13,3m до +12,5m.

## Характеристики
GR Весов — красная пульсирующая полуправильная переменная звезда (SR:) спектрального класса M7.